# Marcus Brunson
Marcus Brunson (Mesa (Arizona), 24 april 1978) is een Amerikaanse sprinter, die zich heeft gespecialiseerd in de 100 m.

## Loopbaan
Brunson studeerde aan de Marcos de Niza High School (1996), het Wyoming College (1998) en de Arizona State University (2001). Hij groeide op in een football-familie. Zijn vader en zijn oom waren American-footballspelers.
In 2001 won Marcus Brunson een gouden medaille op de universiade van Peking. Met een tijd van 10,15 s versloeg hij de Kazach Gennadiy Chernovol (zilver; 10,29) en de Brit Chris Lambert (brons; 10,38), ondanks dat bij deze wedstrijd drie keer vals gestart werd en hij lang moest wachten.

## Persoonlijke records
Outdoor
| Onderdeel | Prestatie | Datum            | Plaats |
| --------- | --------- | ---------------- | ------ |
| 100 m     | 9,99 s    | 18 augustus 2006 | Zürich |
| 200 m     | 20,37 s   | 22 april 2001    | Walnut |

Indoor
| Onderdeel | Prestatie | Datum            | Plaats    |
| --------- | --------- | ---------------- | --------- |
| 55 m      | 6,06 s    | 20 februari 1999 | Reno      |
| 60 m      | 6,46 s    | 30 januari 1999  | Flagstaff |

## Prestaties
| Jaar | Wedstrijd            | Plaats      | Resultaat | Onderdeel | Tijd    |
| ---- | -------------------- | ----------- | --------- | --------- | ------- |
| 2001 | Universiade          | Peking      | 1e        | 100 m     | 10,15 s |
| 2004 | Wereldatletiekfinale | Monte Carlo | 8e        | 100 m     | 10,55 s |
| 2006 | Memorial Van Damme   | Brussel     | 2e        | 100 m     | 10,06 s |
|      | Wereldatletiekfinale | Stuttgart   | 5e        | 100 m     | 10,15 s |
| 2009 | FBK Games            | Hengelo     | 8e        | 100 m     | 10,30 s |

### Golden League-podiumplekken
| Jaar | Wedstrijd             | Plaats      | Resultaat | Onderdeel | Tijd    |
| ---- | --------------------- | ----------- | --------- | --------- | ------- |
| 2006 | Bislett Games         | Oslo        | 3e        | 100 m     | 10,06 s |
|      | Meeting Gaz de France | Saint-Denis | 2e        | 100 m     | 10,08 s |
|      | Golden Gala           | Rome        | 2e        | 100 m     | 10,04 s |
|      | Memorial Van Damme    | Brussel     | 2e        | 100 m     | 10,06 s |